# Cumberland (Oklahoma)
Pour les articles homonymes, voir Cumberland.
Cumberland est une census-designated place du comté de Marshall, dans l'État d'Oklahoma, aux États-Unis. En 2020, elle compte une population de 315 habitants.